# Pteropodini
Pteropodini – plemię ssaków z podrodziny Pteropodinae w obrębie rodziny rudawkowatych (Pteropodidae).

## Zasięg występowania
Plemię obejmuje gatunki występujące w Azji, Afryce oraz Australii i Oceanii.

## Podział systematyczny
Do plemienia należą następujące rodzaje:
- Styloctenium Matschie, 1899 – prążkoliczek
- Neopteryx Hayman, 1946 – owocniczek – jedynym przedstawicielem jest Neopteryx frosti Hayman, 1946 – owocniczek drobnozębny
- Acerodon Jourdan, 1837 – acerodon
- Pteropus Brisson, 1762 – rudawka